# Bertrix
Bertrix är en kommun i provinsen Luxembourg i sydöstra Belgien. Bertrix, som består av Auby-sur-Semois, Bertrix, Cugnon, Jehonville och Orgeo, hade 8 507 invånare år 2015.